# Leucopaxillus
Leucopaxillus Boursier, Bulletin de la Société Mycologique de France 41: 393 (1925).
Al genere Leucopaxillus appartengono funghi solitamente bianchi o chiari, di buone dimensioni,
tozzi e sodi, a cappello carnoso, con le lamelle poco o non decorrenti, chiare, piuttosto staccabili, il gambo carnoso-fibroso non ben separabile.

## Specie diLeucopaxillus
La specie tipo è Leucopaxillus paradoxus (Costantin & L.M. Dufour) Boursier [as 'paradoxa'] (1925), altre specie incluse sono:
- Leucopaxillus albissimus (Peck) Singer (1939)
- Leucopaxillus alboalutaceus (F.H. Møller & Jul. Schäff.) F.H. Møller (1954)
- Leucopaxillus amarus (Alb. & Schwein.) Kühner (1928)
- Leucopaxillus baeospermus Kühner (1954)
- Leucopaxillus barbarus (Maire) Kühner (1926)
- Leucopaxillus barbarus var. barbarus (Maire) Kühner (1926)
- Leucopaxillus barbarus var. microsporus Maire (1933)
- Leucopaxillus brasiliensis (Rick) Singer & A.H. Sm. (1943)
- Leucopaxillus brunneiflavidus Corner (1994)
- Leucopaxillus cerealis (Lasch) Singer (1962)
- Leucopaxillus compactus (Fr.) Neuhoff
- Leucopaxillus cutefractus Noordel. (1983)
- Leucopaxillus garinii Bidaud (1993)
- Leucopaxillus gentianeus (Quél.) Kotl. (1966), [RSD]
- Leucopaxillus giganteus (Sowerby) Singer (1939), [RSD]
- Leucopaxillus gracillimus Singer & A.H. Sm. (1943)
- Leucopaxillus gratus Corner (1994)
- Leucopaxillus guernisacii (H. Crouan & P. Crouan) Bon (1978)
- Leucopaxillus jageshwariensis Dhanch., J.C. Bhatt & S.K. Pant (1991)
- Leucopaxillus kamatii Sathe & Rahalkar{?}, [RSD]
- Leucopaxillus laterarius (Peck) Singer & A.H. Sm. (1943)
- Leucopaxillus lentus (H. Post) Singer (1943)
- Leucopaxillus lepistoides (Maire) Singer (1939)
- Leucopaxillus lilacinus Bougher (1987)
- Leucopaxillus macrocephalus (Schulzer) Bohus (1966), [RSD]
- Leucopaxillus macrorhizus (Lasch) Sacconi & Lazzari (1980)
- Leucopaxillus malayanus Corner (1994)
- Leucopaxillus malenconii Bon (1990)
- Leucopaxillus masakanus Pegler (1977)
- Leucopaxillus mirabilis (Bres.) Konrad & Maubl. (1952)
- Leucopaxillus monticola (Singer & A.H. Sm.) Bon (1990)
- Leucopaxillus nauseosodulcis (P. Karst.) Singer & A.H. Sm. (1943)
- Leucopaxillus otagoensis G. Stev. (1964)
- Leucopaxillus pannonicus (Bohus) Cons. & Contu (2001)
- Leucopaxillus paradoxus (Costantin & L.M. Dufour) Boursier (1925), [RSD]
- Leucopaxillus patagonicus Singer (1954)
- Leucopaxillus peronatus Corner (1994)
- Leucopaxillus phaeopus (J. Favre & Poluzzi) Bon (1987)
- Leucopaxillus piceinus (Peck) Pomerl. (1980)
- Leucopaxillus pinicola J. Favre (1960)
- Leucopaxillus pseudoacerbus (Costantin & L.M. Dufour) Boursier (1925)
- Leucopaxillus pseudogambosus Pilát (1966)
- Leucopaxillus pulcherrimus (Peck) Singer & A.H. Sm. (1943)
- Leucopaxillus rhodoleucus (Romell) Kühner (1926), [RSD]
- Leucopaxillus rickii Singer (1953)
- Leucopaxillus sainii Singer (1989)
- Leucopaxillus salmonifolius M.M. Moser & Lamoure (1979)
- Leucopaxillus septentrionalis Singer & A.H. Sm. (1947)
- Leucopaxillus subcerasus Corner (1994)
- Leucopaxillus subzonalis (Peck) H.E. Bigelow (1965)
- Leucopaxillus tricolor (Peck) Kühner (1926), [RSD]
- Leucopaxillus vulpeculus (Kalchbr.) Bon (1990)
- Leucopaxillus waiporiensis G. Stev. (1964)

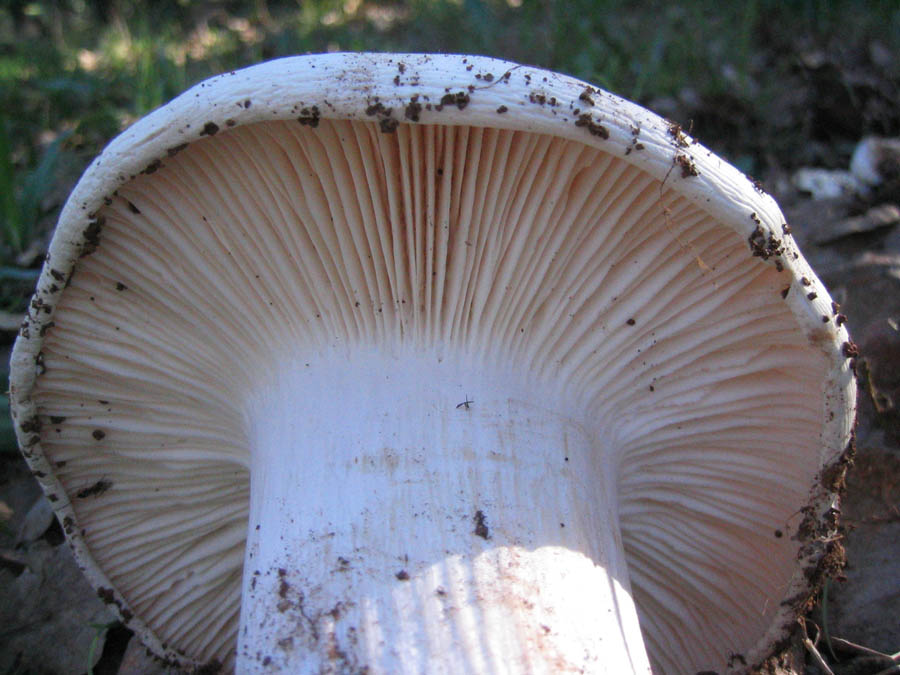
In foto: Leucopaxillus albissimus